# Michael Evans (veslač)
Michael Evans, kanadski veslač, * 16. avgust 1957, Toronto, Ontario.
Evans je bil član kanadskega osmerca, ki je na Poletnih olimpijskih igrah 1984 v Los Angelesu osvojil zlato medaljo.